# Filippo Maria Bressan
Filippo Maria Bressan (Este, 28 de noviembre de 1957) es un director de orquesta, director de coro y pianista italiano.

## Vida
Nació en la localidad italiana de Este en 1957. Se formó primero como pianista. Posteriormente estudió dirección con diversos maestros. Entre sus maestros destacan Jürgen Jürgens, para la dirección coral (del cual volverá sucesivamente asistente), y Karl Österreicher para la dirección de orquesta. Perfeccionó sus conocimientos con John Eliot Gardiner, Ferdinand Leitner, Giovanni Acciai y Fosco Corti. En el 2006 ha sido nombrado de Bruno Cagli miembro del comité científico de la Fondazione Rossini de Pésaro. 

## Carrera
Del 2006 al 2013 ha estado gerente estable de la Orquesta Sinfónica de Savona y de la Orchestra Jupiter (precedentemente conocida como Orchestra dell'Accademia Musicale). ha dirigido prestigiosas orquestas sea italianas que europeas entre las cuales la Orquesta Sinfonica Académica de San Pietroburgo, la Orquesta de la Opéra Royal de Wallonie, la Orquesta Sinfónica Nacional de la RAI de Turín, la Orquesta y la Coral de la Academia Nacional de Santa Cecilia de Roma, la Orquesta y la Coral del Gran Teatro La Fenice de Venecia. Ha estado gerente huésped para cinco años al Teatr Wielki de Poznan, para dos años al Teatro Lírico de Cagliari, gerente principal del Academia de li Musici y actualmente de Voxonus. Es huésped regular de las principales sociedades concertistiche y de los mayores festivales italianos de música sinfónica, antigua y contemporánea (Accademia Musicale Chigiana de Siena, Biennale de Venecia, Festival Monteverdi de Cremona, MITO SettembreMusica, Sagra Musicale Umbra y muchos otros). ha fundado el Athestis Chorus y el Academia de li Musici (luego Athestis Chorus & Orchestra), un complejo profesional vocal e instrumental especializado en el repertorio barroco y clásico, que ha cerrado la actividad en el 2009. Muchas las colaboraciones, sea en codiciado operistico que sinfónico, entre el cual Claudio Abbado, Luciano Berio, Fabio Biondi, Rudolf Buchbinder, Frans Brüggen, Giuliano Carmignola, Myung-whun Chung, Carlos Colombara, Ottavio Dantone, Enrico Dindo, Martin Fröst, Carlos Maria Giulini, Peter Maag, Lorin Maazel, Sara Mingardo, Michael Nyman, Arvo Pärt, Mstislav Rostropóvich, Georges Prêtre, Giuseppe Sinopoli, Giovanni Sollima, Jeffrey Tate y Roman Vlad.
Ha estado docente de Dirección de coral y repertorio coral para Didattica de la música (CODD/01) refinado al 2019 al Conservatorio de Monopoli y actualmente a aquello de Turín. De siempre apasionado de coralità, con los complejos corales de él dirigidos (Ergo Cantemus, Tavolata Polifonica Estense y Athestis Chorus) ha vencido cinco primeros premios y dos segundos premios en oposiciones nacionales e internacionales corales; el premio de la crítica musical a Gorizia en el 1994; el premio Chiavi d'argento a Chiavenna en el 2004 y el premio como mejor gerente a Tours en el 2016. Del 2000 al 2002 tiene cubierto el encargo de Maestro de la Coral de la Academia Nacional de Santa Cecilia a Roma sucediendo a Norbert Balatsch. ha dirigido muchas otras formaciones corales, entre los cuales la Estonian Philharmonic Chamber Choir, el Estonian National Mal Choir, el World Youth Choir en el 2005 y en el 2016, la Coral Juvenil Italiano del 2003 al 2005, el Chœur National des Jeunes del 2014 al 2017, las corals de varios entes líricos. ha colaborado en diversos proyectos para cuenta de Feniarco, European Choral Association-Europa Cantat, International Federation for Choral Music. ha dirigido con el Athestis Chorus la Messa arcaica (1993) y Il cavaliere dell'intelletto (1994) de Franco Battiato; para lo mismo, en el 1995 ha dirigido la coral en el álbum L'ombrello e la macchina da cucire.

## Discografía selecta
- Bruch: Concierto para violín n.º 1; Mendelssohn: Sinfonía n.º 3, con Edoardo Zosi, la Filarmónica de Turín (Amadeus, febrero 2012).
- Baldassarre Galuppi: Metida para Santo Marco, con Athestis Chorus, Academia de li Musici (Chandos, 2003) Primera ejecución mundial.
- Antonio Calegari: La Resurrección de Lazzaro, con Athestis Chorus, Academia de li Musici (Chandos, 2001) Primera ejecución mundial.
- Benedetto Marcello: Arianna, con Athestis Chorus, Academia de li Musici (Chandos, 2000) Primera ejecución mundial.
- Benedetto Marcello: Réquiem, con Athestis Chorus, Academia de li Musici (Chandos, 1999) Primera ejecución mundial.
- Francesco Cavalli: Vespro della Beata Vergine. Athestis Chorus, Schola Gregoriana Ergo Cantemus (Tactus, 1998) Primera ejecución mundial.
- Isolamenti 1938-1945 Vol. 5: Malipiero, Ullmann, Hartmann, con Athestis Chorus (Nueva Fonit Cetra, 1996).
- Arias for Rubini: Rossini, Bellini, Donizetti, Juan Diego Flórez, Coro y Orquesta de la Academia de Santa Cecilia, Roberto Abbado (Decca, 2007).
- Verdi: Pezzi sacri, Coro y Orquesta de la Academia Nacional de Santa Cecilia, Myung-Whun Chung (DG, 2000).
- Haydn: La creación, con Athestis Chorus, Sinfónica Nacional de la RAI, Jeffrey Tate (RAI, 2000) Premio Abbiati 2000.